# Мсакен
Мсакен (араб. مساكن) — місто в Тунісі у регіоні Сахель. Входить до складу вілаєту Сус. Знаходиться приблизно за 12 км від Суса. Станом на 2004 рік тут проживало 55 721 особа.